# Eunice edwinlinkae
Eunice edwinlinkae is een borstelworm uit de familie Eunicidae. Het lichaam van de worm bestaat uit een kop, een cilindrisch, gesegmenteerd lichaam en een staartstukje. De kop bestaat uit een prostomium (gedeelte voor de mondopening) en een peristomium (gedeelte rond de mond) en draagt gepaarde aanhangsels (palpen, antennen en cirri).
Eunice edwinlinkae werd in 1998 voor het eerst wetenschappelijk beschreven door Carrera-Parras & Salazar-Vallejo.